# Korestia
Korestia (in greco Κορεστία?) è un ex comune della Grecia nella periferia della Macedonia Occidentale di 1000 abitanti secondo i dati del censimento 2001.
È stato soppresso a seguito della riforma amministrativa detta Programma Callicrate in vigore dal gennaio 2011 ed è ora compreso nel comune di Kastoria.